# (Last Night We Were) The Delicious Wolves
(Last Night We Were) The Delicious Wolves è il secondo album in studio del cantautore canadese Hawksley Workman, pubblicato nel 2001.

## Tracce
1. Striptease
2. Jealous of Your Cigarette
3. You, Me and the Weather
4. Little Tragedies
5. What a Woman
6. Your Beauty Must Be Rubbing Off
7. Old Bloody Orange
8. Clever Not Beautiful
9. No Beginning No End
10. Dirty and True
11. Lethal and Young